# Driehoek van Brocard

De driehoek van Brocard (zwart) van de gegeven driehoek ABC (groen). B1 en B2 zijn de twee punten van Brocard. De rode lijnen verbinden de hoekpunten van de driehoek met het eerste punt van Brocard en de blauwe lijnen met het tweede punt van Borcard. De hoekpunten van de driehoek van Brocard zijn de snijpunten van telkens een blauwe en een rode lijn.

De driehoek van Brocard is in de meetkunde de driehoek die binnen een gegeven driehoek wordt gevormd door de drie snijpunten van telkens twee lijnen vanuit een hoekpunt naar de twee punten van Brocard. De driehoek werd genoemd naar de Franse wiskundige Henri Brocard.
De cirkel van Brocard is de omgeschreven cirkel van de driehoek van Brocard.